# 甲斐市民バス

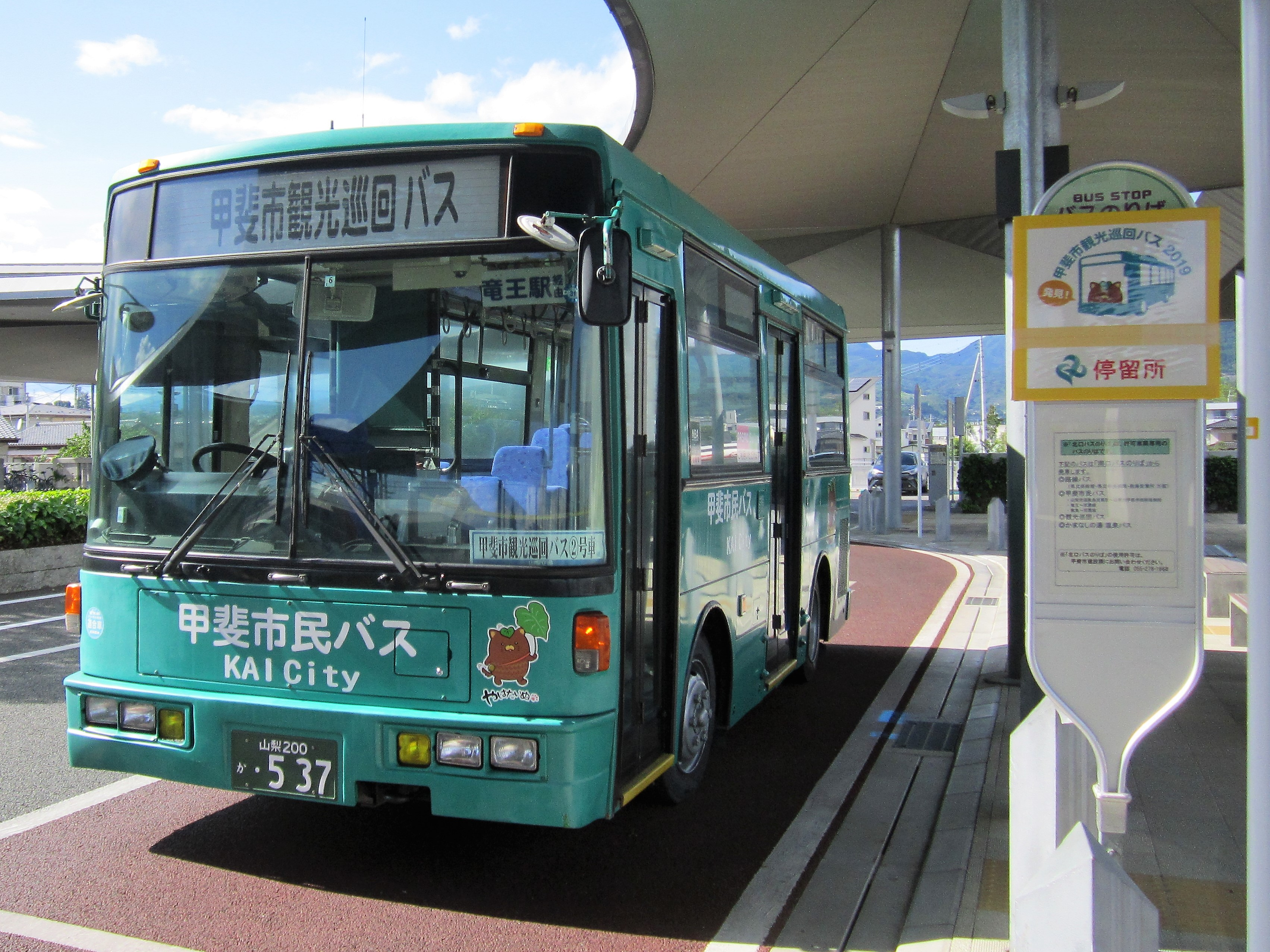
甲斐市民バスの初代車両
日産ディーゼル・RN（西東京バスからの移籍車）

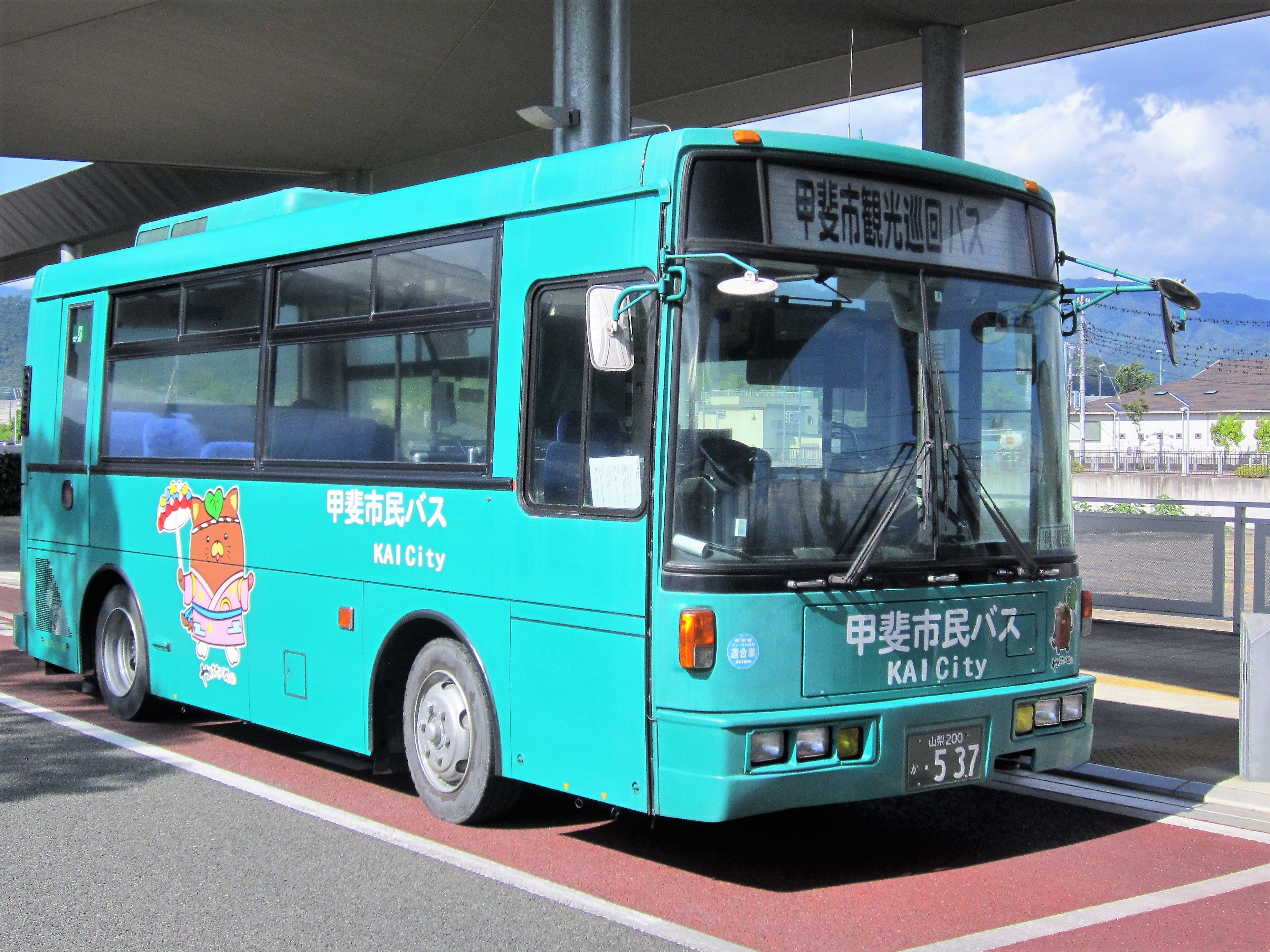
初代車両は導入時は単色だったが、のちに市のマスコット「やはたいぬ」のステッカーが貼られた

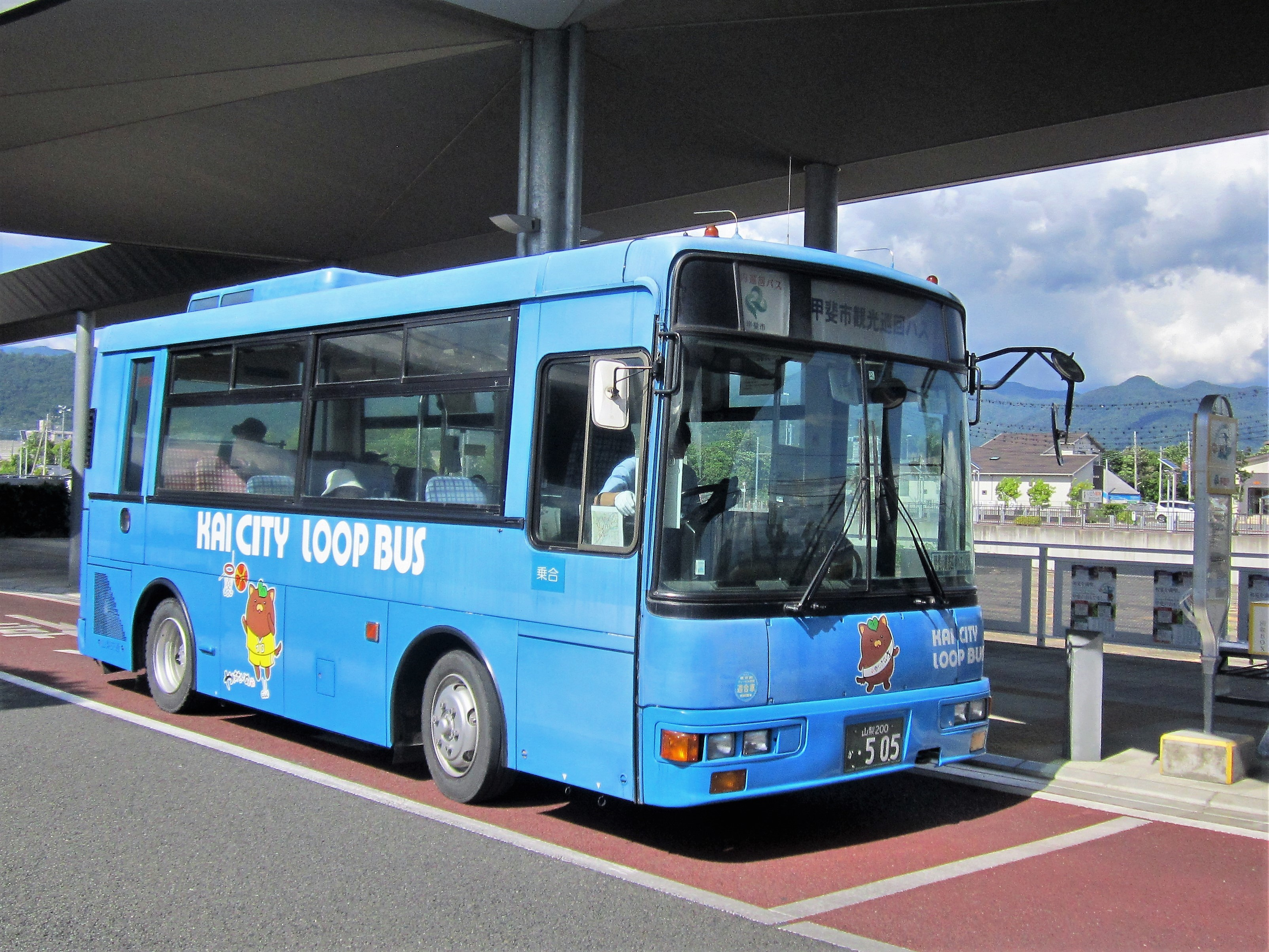
京王電鉄バスからの移籍車
前面が丸みを帯びた特注の「京王マスク」で、同社の特徴だった2分割の方向幕もそのまま使用している

甲斐市民バス（かいしみんバス）は、山梨県甲斐市が運行するコミュニティバスである。運行は山梨交通に委託しており、全6路線のうち1路線を敷島営業所、残りの5路線を甲斐営業所が担当する。なお、甲斐営業所は敷島営業所の敷地内に所在する。
甲斐営業所が担当するジャンボタクシーを使用する路線は、2018年10月1日に山梨交通へ吸収合併されるまでは山交タウンコーチ（竜王営業所）が運行受託していた。

## 概要
2010年度（平成22年度）から2012年度（平成24年度）まで実証運行を行い、2013年度から本格運行へ移行した。
公共交通機関空白地帯・不便地帯の解消、高齢者など交通弱者の移動手段確保などのため、市内の鉄道駅（JR竜王駅・塩崎駅）や公共施設、商業施設、医療機関などを経由して運行する。
運行ダイヤは、市内の鉄道路線（JR中央本線）や山梨交通の一般路線バスとの乗り継ぎを考慮した設定とされている。時刻表は市の公式サイトのほか、NAVITIMEにも掲載されており、時刻表検索や一般路線バスとの乗り継ぎ検索も可能である。運行日が祝日にあたる場合も運行する。年末年始は運休。

### 甲斐市民バス応援事業
買い物の足として利用する乗客も多いことから地域との協働を重視し、市が主導して「甲斐市民バス応援事業」を立ち上げ、協賛する商業施設を募り、モータリゼーションの進展した市内において公共交通利用促進と地域振興を兼ねて「甲斐市民バスに乗って、お店に行こう!」と呼びかけている。具体的には市内に店舗を置く企業の協賛を受け、甲斐市民バスに乗車して運転手から「サービス引換券」を受け取り、提携商業施設で買い物をして店内の指定場所で「サービス引換券」を渡すとサービスが受けられるというものである。2023年6月時点では5社の協力を得ているが、市ではさらに企業や商店からの協賛を募っている。
サービスの内容は以下のとおり。
- ラザウォーク甲斐双葉 - 税込3,000円以上の買い物で甲斐市民バス乗車券（山梨大学医学部附属病院線、敷島北部線では利用不可）を贈呈
- アマノパークス竜王店・敷島店 - 税抜3,000円以上の買い物で「パークスたまご」10個入り1パック贈呈
- イッツモア双葉SC・玉穂SC - いちやまマートで税抜1,000円以上の買い物で「モアカード」100ポイントを贈呈
- オギノ双葉店・竜王駅前店・西八幡店・甲斐敷島店 - 税込1,000円以上の買い物で、グリーンスタンプカードポイント5倍を贈呈
- イオンモール甲府昭和 - イオンクレジットカウンターにて、イオンモールアプリのクーポン提示で日用品を贈呈

## 運賃・乗車券類
- 運賃は均一運賃で、1乗車につき大人200円、小人（小学生以下）は旅客1人につき2人まで無料、1歳以下の幼児は無料。
- 障害者割引があり、各種障害者手帳の提示により運賃が半額となる。
- 運転免許証自主返納者は運転経歴証明書の提示により運賃が半額となる。
- 甲斐市が交付する福祉乗車証「高齢者福祉バス利用券」が利用できる（山梨交通の一般路線バスでも利用可）。

以下の専用乗車券をバス車内で販売している。甲斐市民バスの全路線で共通利用できる。
- 専用一日乗車券：500円
- 専用回数乗車券を2,000円（200円券×11枚）
- 専用定期乗車券：5,000円（1か月）

## 路線

### 敷島営業所担当

#### 山梨大学医学部附属病院線
- 山梨交通敷島営業所 - 竜王駅南口 - 甲斐市役所竜王庁舎 - イオンモール甲府昭和前 - 山梨大学医学部附属病院
  - 土曜・日曜と年末年始は運休。
  - かつては「甲斐市コミュニティバス」の名称で運行されていたが、別に運行されていた「市内巡回バス」と統合され、現名称「甲斐市民バス」となった。[要出典]

### 甲斐営業所担当
甲斐市民バスの運行開始時は、山交タウンコーチ竜王営業所（現：山梨交通甲斐営業所）が受託していた。
敷島北部線の清川 - 敷島仲町路線を除き、運行日が祝日であっても運行する。年末年始は全路線が運休する。

#### 竜王 - 双葉線
（JR竜王駅 - 敷島地区 - ラザウォーク甲斐双葉
- 竜王 - 双葉線：竜王駅 - 甲斐市役所竜王庁舎 - JA玉幡集荷場 - 榎 - 竜王駅 - ドラゴンパーク - 塩崎駅入口 - ラザウォーク甲斐双葉
  - 水曜・日曜のみ運行。

#### 敷島 - 双葉線
（JR竜王駅 - 双葉地区 - ラザウォーク甲斐双葉）
- 双葉地区経由：竜王駅 - さつき野団地 - 双葉SA - 双葉東小学校 - 塩崎駅入口 - ラザウォーク甲斐双葉
- 敷島地区経由：竜王駅 - 長塚 - 敷島仲町 - 甲斐市役所敷島庁舎 - 山梨交通敷島営業所 - 敷島団地 - 山梨交通敷島営業所 - 双葉東小学校 - 塩崎駅入口 - ラザウォーク甲斐双葉
  - 上記2系統とも火曜・土曜のみ運行。

#### 敷島北部線
- 平見城・下福沢方面：竜王駅 - 山梨交通敷島営業所 - 甲斐市役所敷島庁舎 - 睦沢農協 - 下福沢 - 清川 - 平見城公民館
- 大明神・安寺方面：竜王駅 - 山梨交通敷島営業所 - 甲斐市役所敷島庁舎 - 睦沢農協 - 安寺 - 大明神
  - 上記2系統とも月曜・火曜・木曜・金曜運行。
- 清川 - 敷島仲町線：清川 - 下福沢 - 睦沢農協 - 敷島仲町
  - 月曜 - 金曜運行。
    - 敷島北部線は、竜王駅南口から北上して集落に向かう系統群。

#### 双葉北部線
- 双葉北部線：ラザウォーク甲斐双葉 - 甲斐市役所双葉庁舎 - 駒沢 - 双葉東小学校 - 塩崎駅 - 甲斐市役所双葉庁舎 - ラザウォーク甲斐双葉
  - 月曜・土曜のみ運行。
  - ラザウォーク甲斐双葉を起終点に塩崎駅を経由し、双葉地区を循環する路線。

## 車両
敷島営業所が担当する「山梨大学医学部附属病院線」では小型バス、山交タウンコーチ→甲斐営業所が担当するその他の路線ではワンボックスカー（市では「ジャンボタクシー車両」と呼んでいる）が使用される。
敷島営業所
- 初代車両：日産ディーゼル・RN[9]
  - C788（山梨200か505、青色）- 京王電鉄バスからの移籍車。同社の仕様である、特注の丸みを帯びた「京王マスク」の富士重工8E車体と、2分割の前面方向幕が特徴[9][10]。
  - C789（山梨200か506、赤色）- 京王電鉄バスからの移籍車。C788と同じ1997年式で仕様も同一[9]。
  - C790（山梨200か537、緑色）- 西東京バスからの移籍車。西東京バスでは「京王マスク」は採用しなかったため、通常の富士重工8E車体を架装する[10]。

- 2代目車両：日野・リエッセ
  - C904（山梨200か987）- 国際興業バスからの移籍車。2021年度に初代車両のRNを置き換えた。
  - C905（山梨200か988）- 国際興業バスからの移籍車。2台とも国際興業カラーで、甲斐市のマスコットキャラクター「やはたいぬ」のステッカーを貼っている。

山交タウンコーチ → 甲斐営業所
- トヨタ・ハイエースを使用する。ハイエースにも「やはたいぬ」のマグネットステッカーが貼られた[11]。